# Тростянецька шоколадна фабрика «Монделіс Україна»
Тростянецька шоколадна фабрика ПрАТ «Монделіс Україна» — українське підприємство харчової промисловості, розташоване в місті Тростянець Сумської області. Має повний цикл виробництва.
На фабриці виготовляється продукція таких брендів як шоколади «Корона» і «Milka», печиво «Oreo», жувальна гумка «Dirol», крекер «Тук», кави «Jacobs» і «Carte Noire» та бісквіт «Барні». На фабриці виробляється 138 одиниць продукції, яка реалізовується на внутрішньому ринку і експортується в Молдову, Грузію, Вірменію, Азербайджан, Казахстан, Киргизстан і Туркменістан.
Із 1994 року підприємство входить до складу міжнародної корпорації «Mondelēz International». З 1995 року у фабрику було вкладено $50 млн. На фабриці працює понад 850 співробітників.

## Історія
У 1970 році було розпочато будівництво шоколадної фабрики «Україна», а вже у 1974 році її було урочисто відкрито. Тоді ж відбувся запуск першої продукції[джерело?].
У 1995 році розпочалося виробництво шоколаду «Корона». Торговельна марка зазнала успіху.
У 1999 розпочався випуск продукції під брендом "Шоколадна фабрика «Україна»: «Тростинка», «Сопілка», «Криничка», какао-порошок тощо. Отримано сертифікат ISO 9002.
У 2001 році розпочалося виробництво шоколаду Milka і вафельного батончика Siesta.
У 2004 році було запущено виробництво батончика «3Біт», цукерок «Венеціанська ніч».
У 2005 році було запущено лінію з фасування кави «Jacobs» і «Carte Noire».
У 2010 році розпочалося будівництво бісквітного цеху.
У 2016 році на фабриці розпочалося виготовлення печива «Oreo»[джерело?].
Під час великої російсько-української війни місто й фабрика потрапили під контроль російських загарбників. Тут вони майже місяць зберігали свої боєприпаси й техніку, жили в приміщеннях фабрики. Після звільнення міста з'ясувалось, що фабрика розграбована і знищена майже вщент.

## Виробництво
Джерела постачання сировини для шоколаду:
- какао-боби — Гана, Кот-д'Івуар;
- цукор — Україна;
- молоко, масло — Україна;
- фундук — Туреччина;
- мигдаль, родзинки — США;
- сироватка — Чехія;
- какао терте, какао масло для виготовлення шоколаду «Milka» — Нідерланди.

На першому етапі виготовлення шоколаду какао-боби проходять очищення, дебактерізацію та обсмажування. Потім їх відділяють від вели, подрібнюють і отримують какао-крупку, яку перетирають до утворення какао тертого. З частини какао тертого виготовляють шоколадну масу, інша використовується для отримання какао-масла.
На наступному етапі в шоколадну масу, поєднану з какао-маслом, додають молоко, цукор, лецитин для надання масі в'язкості й перемішують. Потім шоколад розливають у форми та охолоджують.

## Соціальна робота
- опіка над дітьми-сиротами з дитячих будинків у селах Гребениківка, Іванівка та Грунь Охтирського району;
- придбання медичного обладнання для центральної районної лікарні;
- підтримка колективів художньої самодіяльності районного Будинку культури та Палацу дітей та юнацтва;
- допомоги в побудові трьох дитячих майданчиків у Тростянці;
- фінансова допомога на придбання інструментів для Тростянецької дитячої музичної школи;
- посадка фруктового саду біля школи № 2 у Тростянці.[джерело?]